# کلمیکولا
کلمیکولا (Kelmiküla) یکی از زیربخش‌های شهر تالین، استونی است که ۱۱۰۱ نفر جمعیت دارد.

## نگارخانه

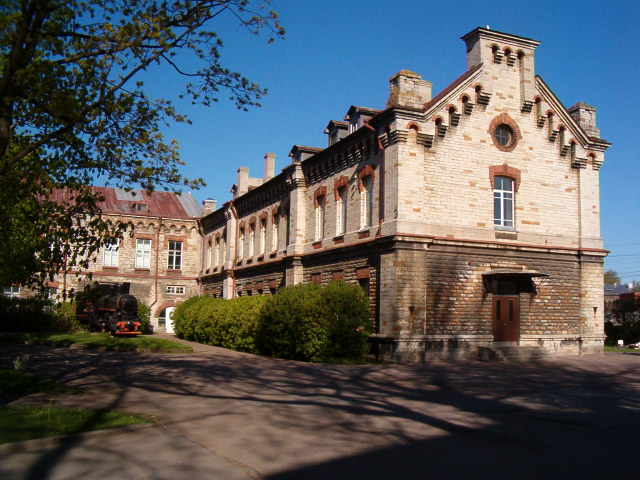
Former location of the "Tallinn Railway Technical School", now home to Tallinn European School.
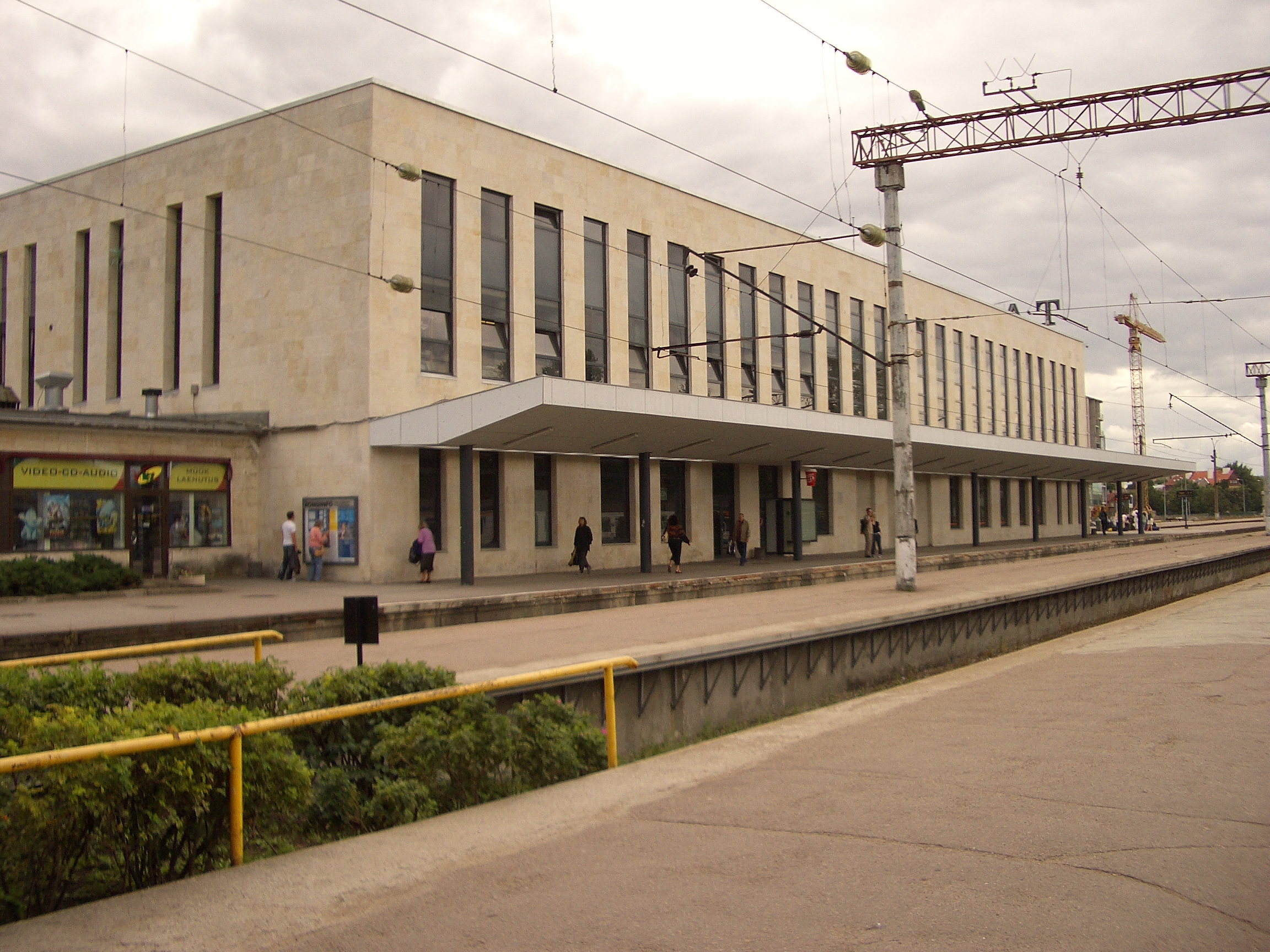
ایستگاه راه‌آهن بالتی یام
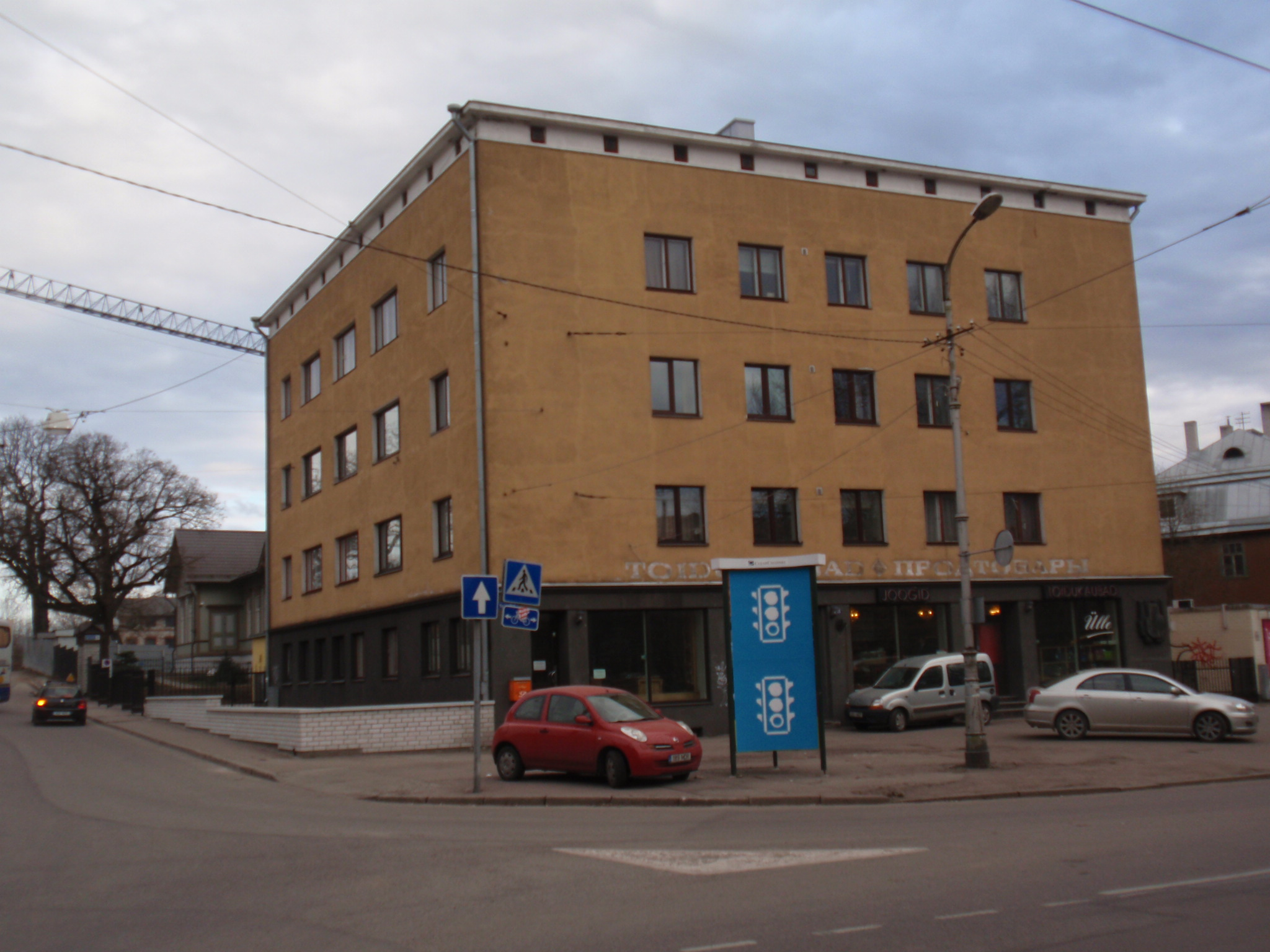
خانه ای در خیابان تهنیکا که در آن هنرمند آدامسون-اریک (۱۹۰۲-۱۹۶۸) زندگی می‌کرد.